# Eleições estaduais no Maranhão em 2018
As eleições estaduais no Maranhão em 2018 foram realizadas em 7 de outubro, como parte das eleições gerais no Distrito Federal e em 26 estados, para eleger um governador e vice-governador, dois senadores e quatro suplentes de senador, 18 deputados federais e 42 estaduais. Repetindo a eleição anterior, Flávio Dino (PCdoB) foi eleito no primeiro turno com 59,29%. Roseana Sarney (MDB) ficou em segundo lugar com 30,07% dos votos. Esta foi a terceira eleição seguida para governador do Maranhão a ser decidida ainda no primeiro turno.
Para o Senado Federal, os então deputados federais Weverton Rocha (PDT) e Eliziane Gama (PPS) foram os eleitos para ocupar as cadeiras pertencentes a Edison Lobão e João Alberto Souza. Eles tiveram, respectivamente, 35,02% e 27,00% dos votos. Lobão não conseguiu ser reeleito para o quarto mandato, ficando em quarto lugar com 9,70%, atrás de seu companheiro de chapa, o então deputado federal Sarney Filho (PV), que ficou em terceiro com 13,20%.

## Candidatos a governador
- Flávio Dino (PCdoB): Candidato a reeleição, Flávio Dino tem mestrado em direito pela UFMA, onde também foi professor. Ex-líder estudantil e assessor de movimentos estudantis, foi juiz federal entre 1994 e 2006, chegando a presidir a AJUFE e a ser secretário-geral do CNJ. Em 2006, renunciou a cargo de juiz e iniciou sua carreira política, elegendo-se em 2006 como deputado federal. Concorreu a prefeitura de São Luís em 2008, sendo derrotado por João Castelo no segundo turno. Em 2010, candidatou-se pela primeira vez ao governo do Maranhão, terminando em segundo. Foi presidente da EMBRATUR entre 2011 e 2014, nomeado pela então presidente Dilma Rousseff. E em 2014, contra Lobão Filho, foi eleito governador no primeiro turno. O seu vice é Carlos Brandão (PRB), que participou da chapa eleita em 2014. A candidatura a reeleição de Flávio Dino foi anunciada em convenção realizada pelo PCdoB em 28 de julho;[4]
- Maura Jorge (PSL): Maura Jorge é advogada. Foi eleita deputada estadual do Maranhão em 1990, sendo eleita outras três vezes seguidas em 1998, 2002 e 2006. Natural de Lago da Pedra, onde seu pai Waldir Jorge e seu irmão Waldir Filho foram prefeitos, também governou o município por dois mandatos, entre 2009 e 2016. Seu vice, Roberto Filho, foi tenente-coronel e chefe de comunicação da Polícia Militar do Estado do Maranhão. O PSL oficializou a candidatura de Maura Jorge em convenção realizada em 4 de agosto;[5]
- Odívio Neto (PSOL): Odívio Neto é mestre em engenharia civil pela USP e professor do IFMA. Também foi analista ambiental da Secretaria Estadual de Meio Ambiente do Maranhão. Na vida pública, concorreu pela prefeitura de São João dos Patos em 2012, não sendo eleito. Em 2014, foi vice-candidato a governador do Maranhão na chapa de Luís Antônio Pedrosa, que terminou em terceiro lugar na disputa. Sua vice é Helena Viana, professora e ativista social de Buriticupu. O PSOL lançou a candidatura de Odívio Neto em convenção realizada em 2 de agosto;[6]
- Ramon Zapata (PSTU): Ramon Zapata é graduado em filosofia pela UFMA, professor da rede estadual de ensino e trabalhou no Centro de Lançamento de Alcântara. Foi candidato a senador em 2006, candidato a prefeito de Alcântara em 2012 e a vereador de São Luís em 2016, não sendo eleito em nenhum dos pleitos. Sua vice é Nicinha Durans, poetisa e uma das líderes do movimento quilombola no Maranhão. O PSTU lançou a candidatura de Ramon Zapata ao governo em convenção realizada em 26 de julho;[7]
- Roberto Rocha (PSDB): Roberto Rocha é formado em administração de empresas pela UFMA, é sócio da TV Cidade e proprietário da Rádio Capital. Filho do ex-governador Luiz Rocha, foi eleito deputado estadual em 1990 e deputado federal em 1994, 1998 e 2006. Compôs a chapa de Edivaldo Holanda Júnior na disputa pela prefeitura de São Luís em 2012, vencendo as eleições no 2º turno. Em 2014, foi eleito senador pela chapa de Flávio Dino, rompendo posteriormente com o governador. Sua vice é Graça Paz, que atualmente é deputada estadual pelo quarto mandato consecutivo. O PSDB lançou a candidatura de Roberto Rocha ao governo em convenção realizada no dia 4 de agosto;[8]
- Roseana Sarney (MDB): Filha do ex-presidente da república e governador José Sarney, Roseana Sarney é graduada em ciências sociais pela UnB. Foi eleita deputada federal em 1990, e em 1994, foi eleita governadora do Maranhão, sendo a primeira mulher a exercer o cargo, por dois mandatos. Em 2002, cogitou se lançar a presidente, mas com o escândalo Lunus, decidiu concorrer a uma vaga no Senado, sendo eleita. Em 2006, voltou a disputar o governo do Maranhão, perdendo para Jackson Lago no segundo turno. O governador e seu vice Luís Carlos Porto foram cassados em 16 de abril de 2009, e Roseana assumiu o cargo pela terceira vez, sendo reeleita para o quarto mandato em 2010 no primeiro turno, novamente contra Jackson Lago e contra Flávio Dino, que venceu em 2014. A governadora renunciou dias antes de passar a faixa para Dino, assumindo em seu lugar o presidente da ALEMA, Arnaldo Melo. Seu vice é o empresário Ribinha Cunha (PSC), que havia concorrido a prefeitura de Imperatriz em 2016. Sua candidatura ao governo do estado foi oficializada pelo MDB em convenção realizada em 29 de agosto[9]

| Candidato(a) a governador(a)                               | Candidato(a) a governador(a)                               | Candidato(a) a governador(a)                               | Candidato(a) a vice-governador(a)                          | Nº                                                         | Coligação/Partido                                                                                      | Coligações proporcionais/Partido | Tempo de horário eleitoral |
| ---------------------------------------------------------- | ---------------------------------------------------------- | ---------------------------------------------------------- | ---------------------------------------------------------- | ---------------------------------------------------------- | --- | --- | -------------------------- |
|                                                            |                                                            | Odívio Neto PSOL                                           | Prof.ª Helena PSOL                                         | 50                                                         | Vamos Sem Medo de Mudar o Maranhão PSOL, PCB                                                           | Vamos Sem Medo de Mudar o Maranhão PSOL, PCB | 0:14                       |
|                                                            |                                                            | Flávio Dino PCdoB                                          | Carlos Brandão PRB                                         | 65                                                         | Todos Pelo Maranhão PCdoB, PRB, PDT, PPS, PT, AVANTE, PTB, PROS, PSB, PR, DEM, PP, PATRI, PTC, SD, PPL | Todos Pelo Maranhão 1 PCdoB, PTC, PSB, PRB, AVANTE, PROS, DEM, PPL, PPS, PTB, SD Todos Pelo Maranhão 2 PATRI, PDT, PP, PR Partido dos Trabalhadores PT | 4:22                       |
|                                                            |                                                            | Maura Jorge PSL                                            | Roberto Filho PSL                                          | 17                                                         | Renovação de Verdade PSL, PRTB                                                                         | Juntos Pelo Maranhão 1 PSL, PRTB | 0:11                       |
|                                                            |                                                            | Ramon Zapata PSTU                                          | Nicinha Durans PSTU                                        | 16                                                         | Partido Socialista dos Trabalhadores Unificado PSTU                                                    | Partido Socialista dos Trabalhadores Unificado PSTU | 0:09                       |
|                                                            |                                                            | Roberto Rocha PSDB                                         | Graça Paz PSDB                                             | 45                                                         | Coragem e União Para Fazer o Maranhão Melhor PSDB, PMN, PHS, PODE, REDE, DC                            | Coragem e União Para Fazer o Maranhão Melhor 1 PSDB, DC, PODE, REDE Juntos Pelo Maranhão PHS, PMN                                                      | 1:29                       |
|                                                            |                                                            | Roseana Sarney MDB                                         | Ribinha Cunha PSC                                          | 15                                                         | Maranhão Quer Mais MDB, PSC, PV, PSD, PRP, PMB                                                         | Maranhão Quer Mais MDB, PSC, PV, PSD, PRP, PMB | 2:32                       |
| Apresentação de acordo com a ordem da propaganda eleitoral | Apresentação de acordo com a ordem da propaganda eleitoral | Apresentação de acordo com a ordem da propaganda eleitoral | Apresentação de acordo com a ordem da propaganda eleitoral | Apresentação de acordo com a ordem da propaganda eleitoral | Apresentação de acordo com a ordem da propaganda eleitoral                                             | Apresentação de acordo com a ordem da propaganda eleitoral                                                                                             | Sobras: 0:03               |

### Pré-candidatos
- Coronel Monteiro (PHS): Militar formado na AMAN, ex-professor universitário e bancário, José Ribamar Monteiro Segundo tinha a intenção de se candidatar ao governo do estado, se intitulando como o "Jair Bolsonaro do Maranhão".[11] Inicialmente filiado ao PSL, que decidiu lançar Maura Jorge para o governo, Monteiro foi para o PHS, que decidiu apoiar a candidatura de Roberto Rocha;[12]
- Ricardo Murad (PRP): Ricardo Murad foi deputado estadual por dois mandatos consecutivos, entre 1983 e 1990 e entre 2007 e 2014, além de deputado federal entre 1991 e 1994. Foi candidato a governador em 1994, mas teve seus votos anulados pelo TSE. Desistiu da pré-candidatura para se lançar a deputado federal, com o PRP apoiando a candidatura de Roseana Sarney;[13]
- Eduardo Braide (PMN): Eduardo Braide foi presidente da CAEMA no governo Zé Reinaldo entre 2005 e 2006, além de ter sido secretário municipal de Orçamento Participativo de São Luís entre 2009 e 2010. Foi eleito deputado estadual por dois mandatos consecutivos em 2010 e 2014, e concorreu a prefeito de São Luís em 2016, perdendo no segundo turno para Edivaldo Holanda Júnior. Manifestou seu interesse de concorrer a governador em 2018,[14] mas decidiu deixar a pré-candidatura para concorrer a deputado federal. Seu partido, o PMN, decidiu apoiar a candidatura de Roberto Rocha.[15]

## Candidatos a senador
| Candidato(a) a senador | Candidato(a) a senador | Candidato(a) a senador | Candidatos a suplente | Nº | Coligação/Partido | Tempo de horário eleitoral |
| --- | --- | --- | --- | --- | --- | -------------------------- |
| | | Weverton Rocha PDT | 1º: Roberth Bringel (DEM) 2º: Suely Pereira (PSB) | 123 | Todos Pelo Maranhão PCdoB, PRB, PDT, PPS, PT, AVANTE, PTB, PROS, PSB, PR, DEM, PP, PATRI, PTC, SD, PPL | 3:24                       |
| | | Eliziane Gama PPS | 1º: Pedro Fernandes (PTB) 2º: Dr. Bene Camacho (PTB) | 232 | Todos Pelo Maranhão PCdoB, PRB, PDT, PPS, PT, AVANTE, PTB, PROS, PSB, PR, DEM, PP, PATRI, PTC, SD, PPL | 3:24                       |
| | | Saulo Pinto PSOL | 1º: Kepler Ribeiro (PSOL) 2º: Professora Rosária (PSOL) | 500 | Vamos Sem Medo de Mudar o Maranhão PSOL, PCB | 0:11                       |
| | | Iêgo Brunno PCB | 1º: Joab Lobato (PCB) 2º: Zé JK (PCB) | 212 | Vamos Sem Medo de Mudar o Maranhão PSOL, PCB | 0:11                       |
| | | Edison Lobão MDB | 1º: Lobão Filho (MDB) 2º: Antônio Leite (MDB) | 150 | Maranhão Quer Mais MDB, PSC, PV, PSD, PRP, PMB | 1:58                       |
| | | Sarney Filho PV | 1º: Clóvis Fecury (PSD) 2º: João Manoel (MDB) | 432 | Maranhão Quer Mais MDB, PSC, PV, PSD, PRP, PMB | 1:58                       |
| | | Samoel de Itapecuru PSL | 1º: Elias Marçal (PSL) 2º: João do Gigantão (PRTB) | 170 | Renovação de Verdade PSL, PRTB | 0:08                       |
| | | Zé Reinaldo PSDB | 1º: Lucyana Genesio (PHS)1 2º: Márcio Endles (PODE) | 455 | Coragem e União Para Fazer o Maranhão Melhor PSDB, PMN, PHS, PODE, REDE, DC | 1:09                       |
| | | Alexandre Almeida PSDB | 1º: Sergio Mendes (PHS)2 2º: Miriam Ribeiro (PSDB) | 456 | Coragem e União Para Fazer o Maranhão Melhor PSDB, PMN, PHS, PODE, REDE, DC | 1:09                       |
| | | Saulo Arcangeli PSTU | 1º: Ester Durans (PSTU) 2º: Irisnete Galeno (PSTU)3 | 161 | Partido Socialista dos Trabalhadores Unificado PSTU | 0:07                       |
| | | Preta Lu PSTU | 1º: Wilson Leite (PSTU) 2º: Beto Belo (PSTU) | 163 | Partido Socialista dos Trabalhadores Unificado PSTU | 0:07                       |
| Apresentação de acordo com a ordem da propaganda eleitoral ↑1 - Lucyana Genesio substituiu Thiago Maranhão (PSDB) após este renunciar a candidatura ↑2 - Sergio Mendes substituiu Jorge Arturo (PHS) após este renunciar a candidatura ↑3 - Irisnete Galeno substituiu Antonio Moquibom (PSTU) após este renunciar a candidatura | Apresentação de acordo com a ordem da propaganda eleitoral ↑1 - Lucyana Genesio substituiu Thiago Maranhão (PSDB) após este renunciar a candidatura ↑2 - Sergio Mendes substituiu Jorge Arturo (PHS) após este renunciar a candidatura ↑3 - Irisnete Galeno substituiu Antonio Moquibom (PSTU) após este renunciar a candidatura | Apresentação de acordo com a ordem da propaganda eleitoral ↑1 - Lucyana Genesio substituiu Thiago Maranhão (PSDB) após este renunciar a candidatura ↑2 - Sergio Mendes substituiu Jorge Arturo (PHS) após este renunciar a candidatura ↑3 - Irisnete Galeno substituiu Antonio Moquibom (PSTU) após este renunciar a candidatura | Apresentação de acordo com a ordem da propaganda eleitoral ↑1 - Lucyana Genesio substituiu Thiago Maranhão (PSDB) após este renunciar a candidatura ↑2 - Sergio Mendes substituiu Jorge Arturo (PHS) após este renunciar a candidatura ↑3 - Irisnete Galeno substituiu Antonio Moquibom (PSTU) após este renunciar a candidatura | Apresentação de acordo com a ordem da propaganda eleitoral ↑1 - Lucyana Genesio substituiu Thiago Maranhão (PSDB) após este renunciar a candidatura ↑2 - Sergio Mendes substituiu Jorge Arturo (PHS) após este renunciar a candidatura ↑3 - Irisnete Galeno substituiu Antonio Moquibom (PSTU) após este renunciar a candidatura | Apresentação de acordo com a ordem da propaganda eleitoral ↑1 - Lucyana Genesio substituiu Thiago Maranhão (PSDB) após este renunciar a candidatura ↑2 - Sergio Mendes substituiu Jorge Arturo (PHS) após este renunciar a candidatura ↑3 - Irisnete Galeno substituiu Antonio Moquibom (PSTU) após este renunciar a candidatura | Sobras: 0:03               |

## Plano de mídia
A audiência pública do plano de mídia da eleição estadual ocorreu em 20 de agosto de 2018, na sede do Tribunal Regional Eleitoral do Maranhão, em São Luís. Através de sorteio, a TV Difusora e a Mirante FM foram escolhidas para gerarem respectivamente o Horário eleitoral gratuito na televisão e no rádio. De acordo com as alterações feitas pela Lei nº 13.165/2015 no Código Eleitoral Brasileiro, a duração da propaganda será de 25 minutos, sendo 12 minutos e 30 segundos para os deputados federais nas terças, quintas e sábados, além dos 12 minutos e 30 segundos para presidente da república. Nas segundas, quartas e sextas, a propaganda será, respectivamente, dos senadores (7 minutos), deputados estaduais (9 minutos) e governadores (9 minutos). A partir da divisão de tempo com base na proporção das bancadas partidárias no Congresso Nacional, a Coligação Todos Pelo Maranhão ficou com o maior tempo de programa eleitoral (4 minutos e 22 segundos), enquanto o menor tempo ficou com o PSTU (9 segundos).

## Pesquisas

### Para governador
| Data  | Instituto          | Dino (PCdoB) | Roseana (MDB) | Rocha (PSDB) | Maura (PSL) | Odívio (PSOL) | Ramon (PSTU) | Brancos e nulos | Não sabe/ Não respondeu |
| ----- | ------------------ | ------------ | ------------- | ------------ | ----------- | ------------- | ------------ | --------------- | ----------------------- |
| 23/08 | IBOPE              | 43%          | 34%           | 3%           | 3%          | 0%            | 1%           | 8%              | 7%                      |
| 24/08 | Exata              | 52%          | 26%           | 4%           | 3%          | 0%            | 0%           | 5%              | 10%                     |
| 03/09 | Data Ilha          | 49,19%       | 25,28%        | 3,29%        | 2,90%       | 0,20%         | 0,5%         | 8,20%           | 10,45%                  |
| 13/09 | Exata              | 56%          | 25%           | 2%           | 4%          | 0%            | 0%           | 8%              | 5%                      |
| 19/09 | Data Ilha          | 43,5%        | 23,9%         | 1,2%         | 2,9%        | 0,1%          | 0,3%         | 6,4%            | 21,7%                   |
| 19/09 | IBOPE              | 49%          | 32%           | 2%           | 5%          | 0%            | 0%           | 7%              | 5%                      |
| 20/09 | RealTime Big Data  | 43%          | 35%           | 5%           | 4%          | 0%            | 0%           | 6%              | 7%                      |
| 30/09 | Exata              | 55%          | 28%           | 2%           | 3%          | 0%            | 0%           | 6%              | 6%                      |
| 03/10 | RealTime Big Data  | 47%          | 32%           | 6%           | 7%          | 0%            | 0%           | 3%              | 5%                      |
| 04/10 | IBOPE              | 56%          | 30%           | 2%           | 4%          | 1%            | 1%           | 4%              | 2%                      |
| 06/10 | Exata              | 57%          | 26%           | 2%           | 5%          | 0%            | 0%           | 5%              | 5%                      |
| 06/10 | Instituto Datailha | 61%          | 30,45%        | 1,82%        | 5,86%       | 0,36%         | 0,25%        |                 |                         |

### Para senador
| Data  | Instituto         | Weverton (PDT) | Eliziane (PPS) | Lobão (MDB) | Sarney Filho (PV) | Zé Reinaldo (PSDB) | Almeida (PSDB) | Samoel (PSL) | Saulo Pinto (PSOL) | Iêgo (PCB) | Saulo Arcangeli (PSTU) | Preta Lu (PSTU) | B/N V1 | B/N V2 | NS/NR V1 | NS/NR V2 |
| ----- | ----------------- | -------------- | -------------- | ----------- | ----------------- | ------------------ | -------------- | ------------ | ------------------ | ---------- | ---------------------- | --------------- | ------ | ------ | -------- | -------- |
| 23/08 | IBOPE             | 11%            | 17%            | 27%         | 26%               | 13%                | 6%             | 2%           | 3%                 | 1%         | 2%                     | 3%              | 20%    | 31%    | 37%      | 37%      |
| 26/08 | Exata             | 20%            | 18%            | 25%         | 24%               | 20%                | 11%            | 3%           | 2%                 | 1%         | 1%                     | 4%              | 43%    | 43%    | 26%      | 26%      |
| 16/09 | Exata             | 25%            | 27%            | 24%         | 22%               | 18%                | 10%            | 2%           | 1%                 | 1%         | 1%                     | 3%              | 32%    | 32%    | 34%      | 34%      |
| 19/09 | Data Ilha         | 13,43%         | 14,72%         | 7,96%       | 8,87%             | 4,35%              | 2,82%          | 0,08%        | 0,25%              | 0%         | 0,29%                  | 0,37%           | 21,48% | 21,48% | 25,38%   | 25,38%   |
| 19/09 | IBOPE             | 20%            | 23%            | 25%         | 23%               | 12%                | 4%             | 2%           | 2%                 | 0%         | 1%                     | 2%              | 17%    | 30%    | 38%      | 38%      |
| 20/09 | RealTime Big Data | 17%            | 21%            | 25%         | 25%               | 16%                | 7%             | 3%           | 2%                 | 0%         | 3%                     | 2%              | 18%    | 20%    | 18%      | 23%      |
| 25/09 | Data M            | 29,9%          | 29,4%          | 22,3%       | 21,4%             | 9,7%               | 7,5%           | 1,1%         | 0,3%               | 0,3%       | 0,7%                   | 1,5%            | 31,9%  | 31,9%  | 44,0%    | 44,0%    |
| 03/10 | RealTime Big Data | 22%            | 24%            | 26%         | 20%               | 14%                | 7%             | 3%           | 2%                 | 0%         | 2%                     | 2%              | 21%    | 19%    | 14%      | 24%      |
| 04/10 | Data M            | 36,2%          | 34,6%          | 22,8%       | 20,9%             | 7,2%               | 6,6%           | 1,5%         | 0,1%               | 0,6%       | 0,9%                   | 1,7%            | 28,7%  | 28,7%  | 38%      | 38%      |
| 04/10 | IBOPE             | 35%            | 34%            | 23%         | 25%               | 10%                | 5%             | 3%           | 4%                 | 1%         | 2%                     | 2%              | 12%    | 20%    | 24%      | 24%      |
| 06/10 | Exata             | 36%            | 33%            | 24%         | 21%               | 14%                | 10%            | 2%           | 1%                 | 0%         | 1%                     | 2%              | 30%    | 30%    | 26%      | 26%      |
| 06/10 | Data Ilha         | 34,3%          | 29,9%          | 15,3%       | 16,9%             | 6,0%               | 4,9%           | 1,5%         | 0,4%               | 0,2%       | 0,6%                   | 0,5%            | 37%    | 37%    | 52,4%    | 52,4%    |

## Debates televisionados
Tradicionalmente, as emissoras de televisão locais marcaram sabatinas com os postulantes ao governo em seus principais programas jornalísticos, como foi o caso da TV Mirante (JMTV 1ª edição), TV Cidade (Balanço Geral MA), TV Difusora (Resenha) e TV Guará (Sabatina Guará e Maranhão Acontece). Porém em muitos desses encontros, alguns dos principais candidatos não compareceram, o que acabou causando um certo desinteresse em se realizar debates eleitorais no decorrer da campanha.
A TV Difusora abriu mão de realizar um debate e não aproveitou a data de 19 de setembro, tal como outras afiliadas do SBT fizeram. A TV Guará, assim que programou as sabatinas com os candidatos, também marcou um debate para 27 de setembro, mas o mesmo foi cancelado. Sobrou então a TV Mirante, que marcou um encontro com os candidatos cujos partidos tenham representação na Câmara dos Deputados para 2 de outubro.
| 27/09, 22h00 | TV Guará                                    | Américo Azevedo Neto | Cancelado | Cancelado | Cancelado | Cancelado | Cancelado | Cancelado     | Cancelado | Cancelado | Cancelado |
| 02/10, 22h05 | TV Mirante, Rádio Mirante, G1, Imirante.com | Fábio William        | Presente  | Presente  | Presente  | Presente  | Presente  | Não convidado |           |           |           |

## Resultados

### Governador
| Partido | Partido | Candidato      | Votos     | Votos (%) |
| ------- | ------- | -------------- | --------- | --------- |
|         | PCdoB   | Flávio Dino    | 1 867 396 | 59,29%    |
|         | MDB     | Roseana Sarney | 947 191   | 30,07%    |
|         | PSL     | Maura Jorge    | 247 988   | 7,87%     |
|         | PSDB    | Roberto Rocha  | 64 446    | 2,05%     |
|         | PSTU    | Ramon Zapata   | 11 410    | 0,36%     |
|         | PSOL    | Odívio Neto    | 11 409    | 0,36%     |
| Totais  | Totais  | Totais         | 3 149 840 |           |
| Fonte:  |         |                |           |           |

| Dados gerais           | Turno único 7 de outubro de 2018 | Turno único 7 de outubro de 2018 |
| Dados gerais           | Total                            | Percentagem                      |
| Total de votos válidos | 3.149.840                        | 87,38%                           |
| ---------------------- | -------------------------------- | -------------------------------- |
| Votos em branco        | 104.005                          | 2,89%                            |
| Votos nulos            | 350.737                          | 9,73%                            |
| Total                  | 3.604.582                        | 79,46%                           |
| Abstenções             | 931.611                          | 20,54%                           |
| Eleitorado apto        | 4.536.193                        | 4.536.193                        |

### Senadores eleitos
| Partido | Partido | Candidato           | Votos     | Votos (%) |
| ------- | ------- | ------------------- | --------- | --------- |
|         | PDT     | Weverton Rocha      | 1 997 443 | 35,02%    |
|         | PPS     | Eliziane Gama       | 1 539 916 | 27%       |
|         | PV      | Sarney Filho        | 752 893   | 13,2%     |
|         | MDB     | Edison Lobão        | 553 276   | 9,7%      |
|         | PSL     | Samoel de Itapecuru | 254 979   | 4,47%     |
|         | PSDB    | Zé Reinaldo         | 219 225   | 3,84%     |
|         | PSDB    | Alexandre Almeida   | 191 997   | 3,37%     |
|         | PSOL    | Saulo Pinto         | 87 100    | 1,53%     |
|         | PSTU    | Preta Lu            | 47 407    | 0,83%     |
|         | PSTU    | Saulo Arcangeli     | 36 436    | 0,64%     |
|         | PCB     | Iêgo Brunno         | 23 327    | 0,41%     |
| Totais  | Totais  | Totais              | 5 703 999 |           |
| Fonte:  |         |                     |           |           |

| Dados gerais           | Turno único 7 de outubro de 2018 | Turno único 7 de outubro de 2018 |
| Dados gerais           | Total                            | Percentagem                      |
| Total de votos válidos | 5.703.999                        | 79,12%                           |
| ---------------------- | -------------------------------- | -------------------------------- |
| Votos em branco        | 565.180                          | 7,84%                            |
| Votos nulos            | 939.985                          | 13,04%                           |
| Total                  | 3.604.582                        | 79,46%                           |
| Abstenções             | 931.611                          | 20,54%                           |
| Eleitorado apto        | 4.536.193                        | 4.536.193                        |

### Deputados federais eleitos
O Maranhão teve 199 candidatos aptos para concorrer a 18 das 513 cadeiras de deputado federal na Câmara dos Deputados do Brasil.

Representação eleita
  MDB: 2
  PCdoB: 2
  PMN: 2
  PR: 2
  DEM: 1
  PATRI: 1
  PDT: 1
  PODE: 1
  PP: 1
  PRB: 1
  PSB: 1
  PSD: 1
  PT: 1
  PTB: 1

| Candidato(a)          | Partido | Votos   | Percentual | Cidade de origem | Unidade federativa |
| --------------------- | ------- | ------- | ---------- | ---------------- | ------------------ |
| Josimar Maranhãozinho | PR      | 195.768 | 5,99%      | Várzea Alegre    | Ceará              |
| Eduardo Braide        | PMN     | 189.843 | 5,80%      | São Luís         | Maranhão           |
| Márcio Jerry          | PCdoB   | 134.223 | 4,10%      | Colinas          | Maranhão           |
| Júnior Lourenço       | PR      | 117.033 | 3,58%      | São Luís         | Maranhão           |
| Rubens Júnior         | PCdoB   | 111.584 | 3,41%      | São Luís         | Maranhão           |
| Pedro Lucas Fernandes | PTB     | 111.538 | 3,41%      | São Luís         | Maranhão           |
| Edilázio              | PSD     | 106.576 | 3,26%      | São Luís         | Maranhão           |
| Aluísio Mendes        | PODE    | 105.778 | 3,23%      | Belo Horizonte   | Minas Gerais       |
| André Fufuca          | PP      | 105.583 | 3,23%      | Santa Inês       | Maranhão           |
| Cléber Verde          | PRB     | 101.806 | 3,11%      | Santa Luzia      | Maranhão           |
| Bira do Pindaré       | PSB     | 99.598  | 3,05%      | Pindaré-Mirim    | Maranhão           |
| Juscelino Filho       | DEM     | 97.075  | 2,97%      | São Luís         | Maranhão           |
| Júnior Marreca Filho  | PATRI   | 79.674  | 2,44%      | São Luís         | Maranhão           |
| Hildo Rocha           | MDB     | 77.661  | 2,37%      | São Luís         | Maranhão           |
| Zé Carlos             | PT      | 76.893  | 2,35%      | São Luís         | Maranhão           |
| Gil Cutrim            | PDT     | 72.038  | 2,20%      | São Luís         | Maranhão           |
| João Marcelo          | MDB     | 67.352  | 2,06%      | São Luís         | Maranhão           |
| Pastor Gildenemyr     | PMN     | 47.758  | 1,46%      | Monção           | Maranhão           |

### Deputados estaduais eleitos
O Maranhão teve 482 candidatos aptos para concorrer a 42 cadeiras de deputado estadual na Assembleia Legislativa do Maranhão.

Representação eleita
  PDT: 7
  PCdoB: 6
  DEM: 5
  PR: 3
  PV: 3
  SD: 3
  MDB: 2
  PP: 2
  PRTB: 2
  PSB: 2
  PMN: 1
  PRB: 1
  PROS: 1
  PSDB: 1
  PSL: 1
  PT: 1
  PTB: 1

| Candidato(a)            | Partido | Votos  | Percentual | Cidade de origem         | Unidade federativa |
| ----------------------- | ------- | ------ | ---------- | ------------------------ | ------------------ |
| Detinha                 | PR      | 88.402 | 2,72%      | Cariús                   | Ceará              |
| Dra. Cleide Coutinho    | PDT     | 65.438 | 2,01%      | Maruim                   | Sergipe            |
| Duarte Júnior           | PCdoB   | 65.144 | 2,00%      | Rio de Janeiro           | Rio de Janeiro     |
| Zé Gentil               | PRB     | 62.364 | 1,92%      | Caxias                   | Maranhão           |
| Othelino Neto           | PCdoB   | 60.386 | 1,86%      | São Luís                 | Maranhão           |
| Márcio Honaiser         | PDT     | 56.322 | 1,73%      | Carazinho                | Rio Grande do Sul  |
| Dra. Thaiza             | PP      | 51.895 | 1,59%      | Santarém                 | Pará               |
| Adriano Sarney          | PV      | 50.679 | 1,56%      | São Luís                 | Maranhão           |
| Carlinhos Florêncio     | PCdoB   | 50.359 | 1,55%      | Bacabal                  | Maranhão           |
| Neto Evangelista        | DEM     | 49.480 | 1,52%      | São Luís                 | Maranhão           |
| Marcelo Tavares         | PSB     | 48.269 | 1,48%      | São Luís                 | Maranhão           |
| Professor Marco Aurélio | PCdoB   | 47.683 | 1,47%      | Conceição do Araguaia    | Pará               |
| Fernando Pessoa         | SD      | 47.343 | 1,45%      | Picos                    | Piauí              |
| Andreia Rezende         | DEM     | 47.252 | 1,45%      | São Luís                 | Maranhão           |
| Edson Araújo            | PSB     | 45.819 | 1,41%      | Recife                   | Pernambuco         |
| Rafael Leitoa           | PDT     | 45.462 | 1,40%      | Teresina                 | Piauí              |
| Ana do Gás              | PCdoB   | 44.321 | 1,36%      | São Luís                 | Maranhão           |
| Adelmo Soares           | PCdoB   | 43.974 | 1,35%      | São João dos Patos       | Maranhão           |
| Rigo Teles              | PV      | 43.633 | 1,34%      | São Domingos do Maranhão | Maranhão           |
| Glalbert Cutrim         | PDT     | 42.733 | 1,31%      | São Luís                 | Maranhão           |
| Paulo Neto              | DEM     | 41.765 | 1,28%      | Parnaíba                 | Piauí              |
| Daniella Tema           | DEM     | 40.541 | 1,25%      | Presidente Dutra         | Maranhão           |
| Vinícius Louro          | PR      | 39.873 | 1,23%      | Pedreiras                | Maranhão           |
| Dr. Yglésio             | PDT     | 39.804 | 1,22%      | São Luís                 | Maranhão           |
| Hélio Soares            | PR      | 38.555 | 1,18%      | Turiaçu                  | Maranhão           |
| Antônio Pereira         | DEM     | 37.935 | 1,17%      | Teixeira                 | Paraíba            |
| Ciro Neto               | PP      | 36.688 | 1,13%      | São Luís                 | Maranhão           |
| Arnaldo Melo            | MDB     | 35.958 | 1,10%      | Codó                     | Maranhão           |
| Roberto Costa           | MDB     | 35.214 | 1,08%      | Recife                   | Pernambuco         |
| Fabio Macedo            | PDT     | 34.873 | 1,07%      | Dom Pedro                | Maranhão           |
| Rildo Amaral            | SD      | 33.239 | 1,02%      | Imperatriz               | Maranhão           |
| Ricardo Rios            | PDT     | 33.202 | 1,02%      | São Luís                 | Maranhão           |
| Dr. Leonardo Sá         | PRTB    | 31.682 | 0,97%      | João Pessoa              | Paraíba            |
| Zé Inácio               | PT      | 31.603 | 0,97%      | Bequimão                 | Maranhão           |
| Pará Figueiredo         | PSL     | 31.555 | 0,97%      | São Luís                 | Maranhão           |
| Drª Helena Duailibe     | SD      | 31.147 | 0,96%      | São Luís                 | Maranhão           |
| Mical Damasceno         | PTB     | 30.693 | 0,94%      | Anajatuba                | Maranhão           |
| César Pires             | PV      | 30.091 | 0,92%      | Codó                     | Maranhão           |
| Pastor Cavalcante       | PROS    | 29.366 | 0,90%      | Coroatá                  | Maranhão           |
| Wellington do Curso     | PSDB    | 24.950 | 0,77%      | Teresina                 | Piauí              |
| Wendell Lages           | PMN     | 22.989 | 0,71%      | São Luís                 | Maranhão           |
| Felipe dos Pneus        | PRTB    | 21.714 | 0,67%      | Santa Inês               | Maranhão           |